# Rojak
Rojak (bulgariska: Рояк) är ett distrikt i Bulgarien.   Det ligger i kommunen Obsjtina Dălgopol och regionen Oblast Varna, i den östra delen av landet, 300 km öster om huvudstaden Sofia.
Omgivningarna runt Rojak är en mosaik av jordbruksmark och naturlig växtlighet. Runt Rojak är det ganska glesbefolkat, med 38 invånare per kvadratkilometer.